# Penetration (Pharmakologie)
Penetration bedeutet in der Pharmakologie das Eindringen von Stoffen (meist Arzneistoffen) in Zellen oder Gewebe der Haut. Dazu trägt man Penetrationssalbe auf die Haut auf.